# Maite
Maite, Máite, Maité, Mayte o Mayte'. Este nombre varía sus 
significados según la cultura e idioma de  origen: 
1. En el idioma vasco, es un nombre derivado del euskera maite (amor) o maitea (amada). La variante euskérica es la más común del nombre Maite, y es un nombre popular también fuera del País Vasco y Navarra.
2. Hipocorístico de María Teresa, que nada tiene que ver con su origen vasco. Sin embargo, durante la dictadura de Francisco Franco, los nombres euskéricos estaban prohibidos, y era frecuente en el País Vasco y Navarra que las hijas se llamasen, formalmente, María Teresa para poder llamarlas Maite, que sería su nombre auténtico.[1]
3. En maya, Mayté o Mayte' se deriva de dos raíces: /May/ y /te'/. /MAY-/, varía sus significados: dolor, veneno, tabaco,  valor,  aroma  fuerte y ofrenda; /TE'/ o /CHE'/, significa, árbol. La combinación Mayte', literalmente significa: "fuerte aroma de árbol", refiriéndose al "árbol de menta" por su olor fuerte y agradable.

## Personas conocidas como Maite
- Maite Arqué Ferrer, política española.
- Maite Delgado, conductora venezolana.
- Maite Perroni, actriz y cantante (RBD) mexicana.
- Maite Zúñiga, atleta española.
- Maite Lanata, actriz argentina.
- Maite Pagazaurtundua, activista y política española.
- Maite Orsini, modelo y actriz chilena.

## Personas conocidas como Maité
- Maité Díaz González, profesora de arte cubana.

## Personas conocidas como Maitê
- Maitê Proença, escritora, actriz y presentadora de televisión brasileña.

## Personas conocidas como Mayte
- Mayte Jannell García, bailarina de Alabama, exesposa de Prince.
- Mayte Martín, cantaora de flamenco española.
- Mayte Carrasco, novelista española y premiada directora de documentales.
- Mayte Martínez, atleta española.
- Mayte Navarrete, actriz española.
- Mayte Pascual, periodista española.
- Mayte Rodríguez, actriz chilena.
- Mayte Yerro, cantante y actriz española.

## Otros
- Premios Mayte, galardones españoles de la tauromaquia y las artes escénicas.